# Hotel Wit Stwosz w Krakowie
Hotel Wit Stwosz w Krakowie – kamienica zaadaptowana na trzygwiazdkowy hotel. Położona w centrum Krakowa przy ulicy Mikołajskiej 28, w bliskim sąsiedztwie Rynku Głównego.